# Disparition de Madeleine McCann
La disparition de Madeleine McCann, fillette britannique de presque quatre ans s'est produite durant la soirée du  jeudi 3 mai 2007 à Praia da Luz en Algarve au Portugal où sa famille était en vacances. Sa disparition a donné lieu à une importante couverture médiatique en Europe. Mais après différentes enquêtes portugaise et britannique, cette disparition n'a toujours pas été élucidée.

## Les faits
Madeleine Beth McCann est née le 12 mai 2003 à Leicester. Dite « Maddie » par quelques journaux britanniques, elle est la fille d'un couple de médecins britanniques, Kate McCann (née Healy en 1968 à Huyton, près de Liverpool) et Gerry McCann (né en 1968 à Glasgow). Le 28 avril 2007, la famille McCann et quelques amis arrivent au Portugal pour une semaine de vacances. Ils séjournent dans un des appartements du complexe hôtelier Ocean Club (village vacances) de Praia da Luz où l’on peut louer des appartements ou des petites villas. Cette ville est une station balnéaire en Algarve, à 300 km au sud de Lisbonne. Le 3 mai 2007, les parents McCann mettent au lit « Maddie » ainsi que leurs deux autres enfants, Sean et Amelie, des jumeaux âgés de 2 ans après leur avoir, d'après les enquêtes, donné des médicaments. Les adultes partent dîner vers 20 h 30 avec leur groupe d’amis dans un restaurant de tapas, à environ 100 m de leur appartement.
Comme chaque soir au dîner, les McCann et leurs amis allaient à peu près toutes les trente minutes voir si les enfants McCann dormaient bien.
À 21 h 5, le père aurait pris soin d'aller vérifier que les enfants dormaient tranquillement dans leur chambre. À 21 h 25, la mère aurait décidé d’entreprendre elle aussi son tour de garde. Cependant, Matt Oldfield lui propose de s’y rendre à sa place. Il se dirige dans l’appartement mais ne serait pas entré dans la chambre des enfants. Il témoigne avoir vu de la lumière et entendu du bruit, mais il dit penser à un enfant qui bouge et il repart de l’appartement rassuré.
À environ 22 h, la mère « à son tour de surveillance » se dirige vers l'appartement et dit découvrir le lit de Maddie vide, les volets et la fenêtre ouverts. Kate McCann explique qu'après cette découverte alarmante, elle s’est précipitée vers le restaurant de tapas en hurlant que leur petite fille Madeleine McCann a disparu. Les parents, aidés de leurs amis et de clients de l’hôtel prospectent dans les environs, vainement. Ils donnent alors l'alerte, appelant le 112 (numéro d'appel d'urgence commun à toute l’Union européenne et quelques autres pays européens), mais c'est à 22 h 41 que la Garde nationale républicaine (force de gendarmerie) arrive sur place.

## L'enquête au Portugal
Pensant à une escapade, les gendarmes, le personnel du complexe, des hôtes et des habitants de Praia da Luz poursuivent les recherches jusqu'à 4 h 30 du matin, tandis que la police des frontières (Serviço de Estrangeiros e Fronteiras (pt)) et tous les aéroports portugais et espagnols sont mis en alerte. La piste de l'enlèvement se précise lorsqu'une famille d’Irlandais en vacances dans le secteur, les Smith, témoigne avoir aperçu, un peu avant 22 heures, un homme tenant dans ses bras une fillette en pyjama rose dont le signalement correspond à Maddie.
Le 9 mai 2007, Interpol diffuse une alerte mondiale à tous ses membres pour sa disparition,. Les diplomates britanniques en poste au Portugal reçoivent des instructions pour apporter de l'aide aux parents,.
La disparition de cette enfant est très largement médiatisée en Europe.
La chaîne d'information française LCI rapporte qu'un site lancé par la famille pour recevoir des informations et recueillir des fonds afin d'aider aux recherches a reçu cinq millions de visites en moins de vingt-quatre heures. Des offres de dons ont été reçues de la part de simples particuliers, de petites entreprises mais également de multinationales afin d'aider à lancer une campagne d'affichage dans toute l'Europe.
La ministre de la justice allemande, Brigitte Zypries, estime le 3 juin 2007, à une réunion des ministres de la justice du G8, que la disparition de la fillette pourrait être due à un réseau pédophile.
Le 7 septembre 2007, Kate McCann est mise en examen par la police portugaise. Elle est « soupçonnée d'avoir accidentellement tué sa fille » à la suite des résultats d'examens pratiqués dans un laboratoire britannique sur des taches de sang, vêtements et autres objets de la chambre d'hôtel après que des chiens pisteurs anglais entraînés à renifler des cadavres ont repéré ces objets. Cette mise en examen est suivie de celle du père mais selon les avocats des McCann, cette procédure aurait été faite à leur demande.
Après de multiples pistes plus ou moins sérieuses étudiées, dont celle de la culpabilité des parents, et la possible intervention d'un pédophile étranger,, le ministère public portugais classe l'affaire le 21 juillet 2008 (la mise en examen des parents est donc levée) mais se réserve le droit de la rouvrir.
En mai 2009, le policier portugais chargé de l'enquête, Gonçalo Amaral, publie les conclusions des enquêteurs dans le livre Maddie, l'enquête interdite : Madeleine serait morte dans l'appartement, son cadavre aurait été caché.
Le 3 novembre 2009, les parents de Maddie lancent un nouvel appel à témoin avec deux photos de Maddie, vieillie de deux ans, diffusées dans un message vidéo, traduit en sept langues.
En mars 2010, un tribunal portugais autorise la publication du rapport d'enquête, lourd de deux mille pages. Certaines pistes, crédibles selon les parents mais sans pertinence selon la police judiciaire, n'auraient pas été exploitées.
Début mai 2011, Scotland Yard relance l'enquête grâce à une nouvelle piste : deux hommes incarcérés en Écosse pour pédophilie, Charles O'Neil et William Lauchlan. Ils se sont beaucoup déplacés en Europe, notamment au Portugal à partir de 2006. De plus, Charles O'Neill ressemble au suspect aperçu en train de rôder autour du complexe touristique portugais de Praia da Luz où la fillette a disparu,,.
Le 28 juillet 2015, on apprend qu'une valise a été découverte par un motard australien, dans laquelle se trouve un corps d’enfant décomposé, accompagné de vêtements de fillette : robe de danse, chaussons roses, shorts, t-shirt… Les premières analyses concluent que le cadavre est celui d’une petite fille de 2 ou 3 ans, aux cheveux clairs, probablement décédée en 2007. Tout concorde avec le signalement de Maddie,,,. Mais rapidement les analyses révèlent qu'il ne s'agit pas de son corps,.
Le 19 avril 2017, la nounou de Maddie McCann brise le silence après 10 ans ; elle dénonce la pollution de la scène de l'enlèvement et affirme sa conviction de l'innocence des parents.
Fin avril 2018, Andrés, 45 ans, un homme d’affaires de nationalité espagnole reconnait, sur l'un des deux portraits-robots de suspects dressés à Scotland Yard en 2013, une personne qu’il avait déjà aperçue plusieurs années auparavant. Il affirme que cet homme a approché ses deux fillettes de 5 et 13 ans, dans un petit hôtel au Portugal en novembre 2001, soit six ans avant l’affaire McCann. Il a même apporté son témoignage à la police espagnole dans cette affaire, puis plus tard à Scotland Yard, mais il n’a jamais eu de retour.
Début mai 2019, 12 ans jour pour jour depuis sa mystérieuse disparition, l'enquête sur l’affaire Maddie McCann continue. La police portugaise aurait un nouveau suspect en vue. Il s’agirait d’un « maniaque sexuel », présent à Praia da Luz au moment de sa disparition. À l’époque, il aurait abordé plusieurs enfants dans la station balnéaire. Le média ajoute que les enquêteurs tiennent à garder le secret sur l’identité du nouveau suspect,,,.
Fin juin 2019, les autorités portugaises seraient à deux doigts de retrouver le principal suspect de cette terrible affaire. Il s'agirait de Martin Ney, un pédophile allemand de 48 ans, présent dans la région d'Algarve au Portugal, lors de la disparition de Madeleine McCann en 2007. Il a été condamné à la perpétuité en 2011 pour avoir tué trois enfants,,.
À la suite du Pizzagate, une théorie conspirationniste américaine sur un réseau pédophile née avant l'élection présidentielle de 2016, des internautes ont imaginé un lien entre le portrait-robot des suspects de la disparition de Madeleine McCann avec John Podesta et son frère Tony.
En début juin 2025, les enquêteurs recherchent des indices autour d’une maison abandonnée se trouvant proche de Praia Da Luz, dont le suspect principal nommé Christian Brückner en était proche en 2007. Contre toute attente, les chercheurs trouvent des indices, dont des ossements. A ce jour les ossements sont d’origine inconnus.

## Un suspect en Allemagne à partir de 2020
En juin 2020, la police allemande annonce avoir trouvé un nouveau suspect dans l'affaire,. Le 17 juin, le parquet de Brunswick déclare que « les informations dont il dispose indiquent que le suspect a tué Madeleine » et il ajoute que « Ce sont des preuves ou des faits concrets dont il dispose, et non de simples indications » mais précise ne pas avoir de « preuves médico-légales [telles que le corps de la fillette] ». Le 16 juin, les parents nient cependant avoir reçu une lettre des autorités allemandes qui confirme la mort de leur fille. Le 19 juin, Scotland Yard déclare avoir reçu une lettre de l'Office fédéral de police criminelle le 12 juin, mais affirme que la lettre ne dit pas qu'il y a des preuves que Madeleine est morte. Le principal suspect est un homme de 43 ans, pédophile multirécidiviste qui est à ce moment-là en détention à Kiel, dans le nord de l’Allemagne, pour une autre affaire criminelle. Au moment de la disparition de Maddie, il vivait à quelques kilomètres de l'hôtel où la famille résidait.
En avril 2022, la justice portugaise demande à l'Allemagne de mettre en examen le suspect détenu dans son pays pour l'enlèvement de Maddie McCann. Quelques jours plus tard, les enquêteurs allemands annoncent avoir découvert de nouvelles preuves de son implication et que l'enquête se poursuit.

## 2023: une jeune femme prétend être la fillette disparue
Le 19 février 2023, on apprend qu'une jeune femme de 21 ans prétend être la fillette disparue depuis 15 ans, Maddie McCann. La jeune femme, Julia Faustyna Wendell, une Polonaise de 21 ans (soit 2 ans de plus que l'âge qu'aurait Maddie), possèderait cependant de nombreux points physiques ressemblants, comme des grains de beauté à la cuisse et sur le visage ainsi qu'une tache sur l'œil droit.
Les parents de la jeune Maddie ont refusé de partager leurs tests ADN qui pourraient permettre de manière catégorique de savoir s'il s'agit ou non de leur fille. Le premier test ADN effectué par Julia sur sa personne établira que Julia ne serait pas la petite Maddie puisque le test aurait montré que Julia serait 100% polonaise quand les McCann se diraient d'origine britannique. À la suite de ce premier test, Julia s'excuse publiquement. Mais d'après Julia un second test plus récent viendrait en contre-expertise contredire les résultats de son premier test. Les parents de Julia et les parents de Maddie refusent toujours les tests ADN ou le partage des résultats de leurs tests ADN avec Julia.
En février 2025, Julia Wendell est arrêtée à l'aéroport de Bristol et mise en cause pour harcèlement de la famille de la fillette disparue.

## Livre de l'enquêteur portugais Gonçalo Amaral
L'enquête passionne l'opinion publique. La police portugaise a subi pendant l'enquête toutes sortes de pressions. Finalement les investigations seront officiellement closes pour « manque de preuves concluantes ». C'est une décision que Gonçalo Amaral, policier de la police judiciaire responsable de l’enquête, ne peut accepter. Il donne aussitôt sa démission et se met à écrire un livre afin de révéler les dessous de cette dramatique affaire. Son ouvrage L’Enquête interdite (Bourin éditeur) sera publié dans le monde entier.
Dès 2009, les McCann tentent de faire interdire la publication du livre de Gonçalo Amaral. L'hypothèse du policier est que Maddie aurait été victime d'un incident domestique, qu'elle serait décédée dans l'appartement et que les parents auraient simulé un enlèvement. L'injonction décidant d'interdire la vente du livre et la divulgation d'un documentaire portant le même titre est prononcée en septembre 2010 mais est annulée le 19 octobre 2010 par la Cour d'appel de Lisbonne qui estime que « le contenu du livre ne portait atteinte à aucun des droits fondamentaux ».
Les McCann intentent une action au civil accusant l'ancien policier de diffamation et réclament cette fois-ci 1,2 million d'euros d'indemnité en réparation du préjudice subi. Le 28 avril 2015, Amaral est condamné à payer 500 000 euros aux parents, somme assortie d'intérêts s'élevant à 106 000 euros. Le tribunal civil de Lisbonne condamne en outre Amaral et ses éditeurs à retirer les exemplaires en circulation et leur interdit toute réédition du livre, de même que toute nouvelle diffusion d'un documentaire fondé sur ces mêmes thèses.
Néanmoins, en avril 2016, Gonçalo Amaral gagne son procès en appel. Non seulement le tribunal d'appel a révoqué sa condamnation à payer 500 000 euros aux McCann, mais il a également annulé l'interdiction qui lui avait été faite de publier son livre L’Enquête interdite. Ce dernier pourra donc enfin être publié en Grande-Bretagne et dans le reste du monde et Gonçalo Amaral pourra s'exprimer librement, y compris à propos des éléments contenus dans le dossier de l'enquête qu'il a menée dans le cadre de ses fonctions d'inspecteur de police. Enfin, son avocat indique que Gonçalo Amaral a l'intention de poursuivre en justice les McCann et de leur réclamer des dommages et intérêts, dont le montant n'est pas précisé, « pour les années de préjudice et les pertes financières ».
L'ex-commissaire Amaral ne poursuit pas en justice les McCann, en revanche ceux-ci requièrent auprès de la CEDH contre l'État portugais, en invoquant les articles 6 et 2 (droit à un procès équitable), 8 (droit au respect de la vie privée et familiale) et 10 (liberté d'expression) de la Convention et en alléguant que les déclarations de M. Amaral avaient porté atteinte à leur réputation, à leur honorabilité et à leur droit à la présomption d'innocence, se plaignant de n'avoir pu obtenir réparation devant les juridictions internes. L'arrêt du 20 septembre 2022, rendu à l'unanimité par sept juges, dit qu'il n'y a pas eu violation, par le Portugal, des articles en question.

### Documentaires télévisés
- « Maddie : que s'est-il vraiment passé ? » le 21 octobre 2009 et « L'affaire Maddie McCann, la thèse des parents » le 4 avril 2011 dans Enquêtes criminelles : le magazine des faits divers sur W9.
- « Missing Maddie » dans Enquêtes Karl Zéro sur RMC Découverte.
- « Affaire petite Maddie » (premier reportage) le 21 novembre 2015 dans Chroniques criminelles sur NT1.
- « La disparition de Maddie McCann (en) » sur Netflix, 8 épisodes (2019)
- « Affaire Maddie McCann – Enfin la vérité ? » le 3 avril 2021 dans Au bout de l'enquête, la fin du crime parfait ? sur France 2

### Émissions radiophoniques
- Jacques Pradel, « L'affaire Maddie », émission de 36 min [], sur RTL, L'Heure du crime, 18 mars 2016 (consulté le 3 avril 2021)
- Jean-Alphonse Richard, « Affaire Maddie McCann : la course contre la montre », émission de 47 min [], sur RTL, L'Heure du crime, 31 août 2020 (consulté le 3 avril 2021)
- Fabrice Drouelle, « L'affaire Maddie McCann », émission de 55 min [], sur France Inter, Affaires sensibles, 3 mai 2021 (consulté le 4 mai 2021)

### Fictions
- Lors de la rentrée littéraire de janvier 2012 en France, un roman écrit par Arthur Dreyfus s'inspire largement du déroulement de la disparition de Maddie : Belle Famille, et explore la piste des parents metteurs en scène d'enlèvement.
- Le roman de Joy Fielding, Sans nouvelles de toi, est inspiré de l'affaire Maddie. Laissant leurs deux filles endormies dans la chambre d'hôtel, un couple fête son anniversaire de mariage au restaurant. La cadette est enlevée, la mère est suspectée. 15 ans plus tard, elle reçoit l'appel d'une jeune fille qui croit se reconnaître sur le portrait-robot.
- Le 19 janvier 2020, l'artiste YouTubeur CO.AG sort plusieurs musiques en hommage à Madeleine McCann.